# Vrh pri Sobračah
Vrh pri Sobračah – wieś w Słowenii, w gminie Ivančna Gorica. W 2018 roku liczyła 21 mieszkańców.